# Константин Занков
Константин Георгиев Занков е български кинооператор, сценарист и режисьор.

## Биография
Роден е на 14 юни 1945 г. в София. През 1977 г. завършва операторско майсторство във ВИТИЗ „Кръстьо Сарафов“.

## Филмография
- Потъването на Созопол (2014)
- Галин или споменът не губи давност (2013)
- Иван Георгиев – Рембранда (2011)
- Европолис градът на делтата (2010)
- Класификация на спомените (2010)
- Военен кореспондент (2007)
- Корабите са пълни (2005)
- ‎Изневяра (2003)
- Подгряване на вчерашния обед (2002)
- Разстройство (2000)
- 1934 (1999)
- Монстро (1998)
- Търпението на камъка (1998)
- Под облак (1997)
- Служение (1996)
- Духът на храма (1995)
- Писма до долната земя (1994)
- Ловци на сънища (1991)
- Юлия и клоуните (1991)
- Бина (тв, 1990)
- Под дъгата (тв, 1989)
- Сляпо куче (тв, 1988)
- Супертриатлон (1988)
- Авторът моделът (1985)
- Жена зад камера (1984)
- Арис (тв, 1983)
- Варницата (тв, 1983)
- Място във времето (1983)
- Време за умиране (тв, 1982)
- Задушница (тв, 1981)
- Неуморимият (1981)
- Слънчеви пера (тв, 1981)

### Като асистент-оператор
- Изпити по никое време (1974)